# 桓胤
桓胤（？—407年），字茂遠，譙國龍亢（今安徽懷遠）人。東晉官員，祖父是東晉車騎將軍桓沖。因為是桓氏子弟，亦為桓玄所愛，故此桓玄掌權和篡位時都獲授高官。桓玄敗後因祖父故而獲免死，但後來卻捲入殷仲文謀反的事件，被誅殺。

## 生平
桓胤年輕已有高尚節操，在當時與琅邪王氏的王謐及太原王氏的王綏齊名。桓胤繼承父親桓嗣的爵位豐城縣公，雖然出身當時權重華貴的門閥，但自己卻以恬靜謙退見稱。
桓胤初拜秘書丞，多次升遷後至中書郎、秘書監。桓胤因受堂叔父桓玄欽敬和疼愛，故於元興二年（403年）以桓胤為中書令。同年桓玄篡位稱帝，改桓胤為吏部尚書，但至次年三月劉裕就舉義兵討伐桓玄，桓玄兵敗從建康西走江陵，桓胤亦跟隨。直至桓玄於五月敗死，桓胤才向晉廷歸降。
義熙元年（405年），劉毅等人攻下桓謙、桓振等人控制的江陵，迎回晉安帝，下詔大赦，獨桓氏不赦，但特因桓沖忠於晉室，故特免桓胤之死，流放到新安郡。
義熙三年（407年），時任東陽太守的殷仲文感到不得志，待薄了江州刺史何無忌，故此何無忌就向劉裕說：「桓胤、殷仲文是心腹之患，南燕對比起來不足為憂呀。」視消滅他們比對付當時南侵的南燕更重要。當年閏二月，劉裕府將駱冰因謀反而被殺，其父駱球與殷仲文、殷叔文等皆被指謀反而被誅殺，而桓胤亦被指是殷仲文陰謀擁立的桓玄繼承者而被殺害。

## 延伸阅读
[在维基数据编辑]
 《晉書·卷074》，出自房玄齡《晉書》